# Villa Presenzano
Villa Presenzano, meglio conosciuta come villa Diaz, è una storica villa di Napoli; è situata nel quartiere Vomero, in zona panoramica.
La struttura, è situata nelle immediate vicinanze della villa Belvedere; essa, possiede un giardino di 5000 m² e confina con il parco di un'altra grande villa della zona, la villa Floridiana.

## Storia
Venne costruita negli anni '80 dell'Ottocento come dimora napoletana dell'influente banchiere Biagio Caranti. Quando la Banca Tiberina, di cui era presidente, andò incontro al fallimento, fu costretto a venderla ai Del Balzo, duchi di Presenzano. Parecchi anni dopo il generale Armando Diaz, in seguito alla vittoria perseguita nella prima guerra mondiale, ebbe in dono una bella dimora a Posillipo; in seguito, aggiungendo denaro suo al valore della proprietà, ottenne i soldi necessari per acquistare la villa in questione, sita in zona privilegiata, sul crinale del Vomero.
La villa è così descritta da Edoardo Salzano, nipote di Armando Diaz: "Un grande edificio bianco, immerso nel verde, con un giardino che si concludeva con una lunga balaustra bianca aperta sul Golfo di Napoli. Così era la villa che la Città di Napoli aveva donato al Generalissimo, dopo averne decretato il trionfo. Era a cento metri di quota sopra la casa del corso Vittorio Emanuele, probabilmente era in origine parte della più grande e famosa Villa Floridiana.".
La struttura è oggi appartenente alla famiglia Di Persia.